# Ilia Hans
Ilia Hans (ur. 23 maja 1937) – niemiecka lekkoatletka, specjalistka skoku wzwyż. W czasie swojej kariery reprezentowała Republikę Federalną Niemiec.
Zdobyła brązowy medal w skoku wzwyż na pierwszych europejskich igrzyskach halowych w 1966 w Dortmundzie (pokonały ją tylko Iolanda Balaș z Rumunii i Olga Pulić z Jugosławii.
Była mistrzynią RFN w skoku wzwyż 1961, wicemistrzynią w latach 1958 i 1964–1966 oraz brązową medalistką w 1957. W hali była mistrzynią w latach 1957, 1958 i 1961– 1966 oraz brązową medalsitką w 1967.
Startowała w klubach SpVgg Bissingen i Stuttgarter Kickers.